# Lembach im Mühlkreis
Lembach im Mühlkreis település Ausztriában, Felső-Ausztria tartományban, a Rohrbachi járásban. , területe 8,0 km².

## Fekvése
Tengerszint feletti magassága 552 méter. Lembach im Mühlkreis Putzleinsdorf, Hörbich, Altenfelden és Niederkappel településekkel határos.

## Népesség
Lakosainak száma 1530 fő (2018. január 1.).